# Tzi Ma
Tzi Ma, de son vrai nom Tzi Foon Ma, (chinois :馬泰;), né le 10 juin 1962 à Hong Kong, en Chine, est un acteur chinois naturalisé américain.
Il est bien connu pour ses rôles dans des émissions de télévision, telles que The Man in the High Castle et 24 ainsi que dans des films, tels que Dante's Peak, Rush Hour, Rush Hour 3, Arrival, The Farewell, Tigertail et Mulan. En 2021, il joue dans la série télévisée américaine d'arts martiaux Kung Fu sur The CW. Cet article a été traduit du wikipedia anglophone consacré à l'acteur Tzi Ma.

## Jeunesse et éducation
Tzi Foon Ma, naît le 10 juin 1962 à Hong Kong, le plus jeune de sept enfants.
En 1949, le père de Ma a déménagé à Hong Kong après la révolution communiste chinoise, puis aux États-Unis quand Ma avait cinq ans, à la suite de troubles politiques à Hong Kong. Ma a grandi à New York, où ses parents dirigeaient le restaurant chinois américain, Ho Wah, à Staten Island. Selon Ma, le militant de l'immigration Lau Sing Kee avait auparavant exploité le restaurant.
Il a trouvé son amour pour le théâtre lorsqu'il a joué Buffalo Bill dans une production d'école primaire d'Annie Get Your Gun.

## Carrière
Bien que souvent désigné comme le visage asiatique familier dans le cinéma et la télévision, Ma a des liens profonds avec le théâtre. Il cite la performance de Mako dans Pacific Overtures en 1976 comme une influence majeure sur sa carrière d'acteur. Et il est un ami proche du dramaturge David Henry Hwang, ayant collaboré avec lui sur plusieurs pièces, telles que FOB, Yellow Face, Flower Drum Song et The Dance and the Railroad, au fil des ans et dans le film Golden Gate (1993), qui a été écrit par Hwang. Ma a commencé à jouer professionnellement en 1973 par le biais du théâtre expérimental. À cette époque, il était en résidence au Nassau Community College pour étudier le théâtre et enseigner le mouvement. Sa première représentation théâtrale a eu lieu en 1975 dans un théâtre en plein air du Roosevelt State Park en tant que Monkey King dans une adaptation théâtrale d'un opéra de Pékin intitulé Monkey King in the Yellow Stone King. Il a estimé qu'il y avait environ 10 000 spectateurs présents.
Ma a également pratiqué les arts martiaux avant de faire des films. Il a mis à profit ces compétences lors de ses débuts au cinéma en tant que Jimmy Lee dans Cocaine Cowboys (1979).
Pendant la grève de la Writers Guild of America de 1988, Ma a trouvé du travail au South Coast Repertory dans le comté d'Orange en jouant divers personnages dans la pièce, In Perpetuity Through the Universe. La pièce s'est terminée le week-end où la grève a pris fin et la semaine prochaine, il a décroché un rôle dans la série télévisée L.A. Law. En 1994, il a été assistant réalisateur sur une production scénique de The Woman Warrior de Maxine Hong Kingston par le Berkeley Repertory Theatre.
Ses principaux rôles au cinéma incluent des crédits dans The Quiet American, le remake de The Ladykillers, Dante's Peak et Tigertail. De plus, il est apparu en tant que consul Han dans la série Rush Hour, le général Shang, le commandant de l'armée chinoise dans Denis Villeneuve's Arrival (2016), et Hua Zhou dans l'adaptation en direct de Niki Caro de Mulan (2020).
Ma est apparu dans de nombreux films indépendants produits par des Américains d'origine asiatique, tels que Red Doors, Catfish in Black Bean Sauce (1999), Baby (2007), The Sensei (2008) et The Farewell (2019).
Ma a été interviewé pour The Slanted Screen (2006), un documentaire réalisé par Jeff Adachi sur la représentation des hommes asiatiques, principalement d'Asie de l'Est, à Hollywood.

## Télévision
Il est également connu pour son rôle récurrent de Cheng Zhi, le chef de la sécurité du consulat chinois (Los Angeles), dans la série télévisée 24, apparaissant pour la première fois dans la quatrième saison de la série et reprenant le rôle dans 24 : Live Another Day. Il a également exprimé Bàba Ling, le père adoptif de Francine, dans la série télévisée d'animation American Dad!
Il a également joué un rôle dans la première saison de Martial Law en tant que Lee "Nemesis" Hei, premier antagoniste majeur et ennemi juré de Sammo Law.
Les autres crédits télévisés de Ma incluent des apparitions dans MacGyver, Walker, Texas Ranger, Law & Order, ER, Boomtown, Commander in Chief, Chicago Hope, The Unit, Star Trek: The Next Generation, L.A. Law, NYPD Blue, Millennium, Fringe, Cold Case, NCIS : Los Angeles, Hawaii Five-0, Lie to Me, The Cosby Show, Grey's Anatomy, Agents of S.H.I.E.L.D. et Hell on Wheels. Ma a également joué un rôle de voix dans le jeu vidéo Sleeping Dogs. Il est également apparu dans la série ABC Once Upon a Time sous le nom de "The Dragon". Il est également apparu en tant que maître zen dans la série américaine Satisfaction.
Il est apparu en tant que général Onoda dans l'émission Amazon The Man In The High Castle et en tant que Tao dans Hell On Wheels d'AMC. En juillet 2018, il a été annoncé que Ma avait été choisi pour le rôle récurrent de M. Young dans la série Netflix Wu Assassins.
En 2020, Ma a été choisi comme une série régulière dans le redémarrage moderne de The CW de Kung Fu (1972). L'émission a été renouvelée pour une deuxième saison au printemps 2021.

## Vie privée
Il est marié depuis 1994 à Christina Ma. Il est le dernier de huit enfants. En mai 2020, alors que le racisme contre les Américains d'origine asiatique était en augmentation pendant la pandémie de COVID-19, Ma a rejoint le représentant Ted Lieu et le maire de Los Angeles Eric Garcetti, lors du forum "Stand Against Racism in the Time of COVID" organisé par Société asiatique.

## Filmographie

### Cinéma

#### Longs-métrages
- 1979 : Cocaïne Cowboys : Jimmy Lee
- 1981 : Et tout le monde riait (non crédité)
- 1986 : Une baraque à tout casser : Hwang
- 1990 : DMZ : Dirigeant de l'Opposition
- 1990 : RoboCop 2 : Tak Akita
- 1992 : Rapid Fire : Kinman Tau
- 1993 : Golden Gate : Chen Jung Song
- 1996 : Poursuite : Lu Chen
- 1997 : Le Pic de Dante : Stan
- 1997 : Red Corner : Li Cheng
- 1998 : Rush Hour : Consul Han
- 1999 : Catfish in Black Bean Sauce (en) : Vinh
- 2001 : Hawaiian Gardens : Mr. Hu'o'ng
- 2002 : Un Américain bien tranquille : Hinh
- 2004 : Ladykillers : The General
- 2005 : Red Doors : Ed Wong
- 2006 : Akeelah : Mr. Chiu
- 2007 : Baby (en) : Pops
- 2007 : Bataille à Seattle : Gouverneur
- 2007 : Rush Hour 3 : Ambassadeur Han
- 2008 : All God's Children Can Dance : Glen
- 2008 : Love Manager : Truc Quoc
- 2008 : The Sensei (en) : Moine bouddhiste
- 2009 : Formosa Betrayed (en) : Kuo
- 2012 : Moi, député : Mr. Zheng
- 2013 : #1 Serial Killer : Mr. Chang
- 2014 : Million Dollar Arm : Chang
- 2015 : Baby Steps : M. Lin
- 2015 : Diablo (en) : Quok Mi
- 2015 : Pali Road (en) : M. Zhang
- 2016 : Premier contact : Général Shang
- 2017 : Meditation Park (en) : Bing
- 2017 : The Jade Pendant (en) : Yu Hing
- 2018 : Bad Company : Hawking
- 2018 : Skyscraper de Rawson Marshall Thurber : le chef des pompiers
- 2019 : L'Adieu de Lulu Wang : Haiyan Wang, le père de Billi
- 2020 : Tigertail de Alan Yang : Pin-Jui
- 2020 : Mulan de Niki Caro

#### Courts-métrages
- 1995 : Make a Wish, Molly
- 2013 : Made in Chinatown
- 2014 : Sutures

### Télévision

#### Séries télévisées
- 1984 : Cosby Show : Mr. Lee
- 1985 : Equalizer : Mr. Lin
- 1989 : La Loi de Los Angeles : Ed Chang
- 1989 : MacGyver : Wing Lee
- 1989 : Star Trek : La Nouvelle Génération : Biomolecular Physiologist
- 1990 : Jack Killian, l'homme au micro : Arthur Chang
- 1990 : Sois prof et tais-toi ! : Mr. Kwong
- 1990 : Hong Kong Connection : Det. Eddie Pak
- 1993 : Street Justice : Bryn To Chi
- 1994 : Brisco County : Chan
- 1994-2001 : New York Police Blues : Det. Harold Ng
- 1995 : Vanishing Son
- 1996-2000 : Nash Bridges : Jimmy Zee
- 1996-2005 : JAG : Admiral Lutarno / Inspector Chang
- 1998-1999 : Le Flic de Shanghaï : Lee Hei
- 1998-1999 : Millennium : Dr. Takashi / Capitaine Youfook Law
- 1999 : Les Sept Mercenaires
- 2000 : Chicago Hope : La Vie à tout prix : Mr. Wang
- 2000 : City of Angels : Dr. Henry Lu
- 2000 : Le Caméléon : Ki Mok / Col. Chen Thon
- 2000 : Walker, Texas Ranger : General Nimh
- 2001 : Gideon's Crossing : Dr. To
- 2002 : Boomtown : Mr. Lam
- 2002 : New York, police judiciaire : Li Chen
- 2002 : The Bernie Mac Show : Ed
- 2002 : Urgences : Mr. Young
- 2003 : The Practice : Donnell et Associés : Tang Jingyu
- 2004 : Hawaii : Joseph Dao
- 2004 : Jake 2.0 : Dr. Nanda Sang
- 2005-2007 : 24 heures chrono : Cheng Zhi
- 2006 : Commander in Chief : Chinese Ambassador
- 2006 : Deadwood : Mahjong Player
- 2006 : The Unit : Commando d'élite : Rudy Hartano
- 2007 : Dragon Boys (en) : Henry Wah
- 2007-2013 : American Dad! : Bah Bah
- 2008 : Grey's Anatomy : Mr. Patterson
- 2009 : Cold Case : Affaires classées : Bo-Lin Chen '09
- 2009 : Dirty Sexy Money : Tsung Shien Chun
- 2009 : Dollhouse : Matsu
- 2009 : Fringe : Ming Che
- 2009 : The Beast : Kim Nam
- 2010 : Lie to Me : Mr. Chen
- 2010 : NCIS : Los Angeles : Jun Lee
- 2010 : The Whole Truth : Judge
- 2011 : Chaos : Quon
- 2011 : Hawaii 5-0 : Mr. Chi
- 2011 : True Justice : Chen
- 2012 : Perception : Prof. Arthur Wei
- 2012 : Vegas : Watanabe
- 2013 : Marvel: Les agents du S.H.I.E.L.D. : Agent Quan
- 2013 : Saving Hope, au-delà de la médecine : Dr. Lin
- 2013-2016 : Once Upon a Time : The Dragon
- 2014 : 24: Live Another Day : Cheng Zhi
- 2014 : State of Affairs : President Chu Jian
- 2014-2015 : Satisfaction : Zen Master / Frank
- 2015 : Hell on Wheels : L'Enfer de l'Ouest : Tao
- 2016 : Angie Tribeca : Joseph Takagi
- 2016 : Elementary : Xi Hai Ching
- 2016 : Man Seeking Woman : Master Sheng
- 2016 : Stitchers : De Deshei
- 2016 : The Man in the High Castle : General Onada
- 2016-2017 : Veep : Lu Chi-Jang
- 2017 : Esprits criminels : Unité sans frontières : Inspector Cheong
- 2017 : Madam Secretary : President Miguel Da Silva
- 2017 : Ransom : Senator Vang
- 2017 : The Catch : Kenji Yoshida
- 2018 : Silicon Valley : Yao
- 2018 : Star Wars Resistance :  Hamato Xiono (voix)
- 2018 : The Resident : Ted Zhou (S1E10)
- 2019 : Wu Assassins :  Mr young
- depuis 2021 : Kung Fu : Jin Shen

#### Téléfilms
- 1982 : Joseph Papp Presents: The Dance and the Railroad
- 1989 : The Forgotten : Premier
- 1990 : Forbidden Nights (en) : Li Dao
- 2008 : Finnegan : Commander Michael Chu
- 2013 : Bloodline : Charles Hwang
- 2017 : An American Girl Story - Ivy & Julie 1976: A Happy Balance : Gung-Gung